# Kunsthandlung Hugo Graetz
Die Kunsthandlung Hugo Graetz war eine Galerie in Berlin, die zwischen 1923 und 1933 in der Achenbachstrasse 21 (heute Lietzenburger Straße) in Berlin-Wilmersdorf existierte. Inhaber war der  jüdische Kaufmann Hugo Graetz († 1961).

## Unternehmensgeschichte
Hugo Graetz war der Bruder des Berliner Industriellen und Kunstsammlers Robert Graetz (1878–1945), durch dessen Verbindungen dieser bereits schon vor Eröffnung seiner Galerie zahlreiche Kontakte zu Künstlern hatte. Die Existenz von zahlreichen Porträtgemälden des Kaufmannes (u. a. von Jacob Steinhardt und Ludwig Meidner) belegen diese Künstler-Beziehungen.
Anfang der 1920er Jahre wurde Hugo Graetz Geschäftsführer der 1918 neugegründeten Künstlervereinigung Novembergruppe, deren erste Ausstellung 1920 in der Galerie Fraenkel & Co. (Josef Altmann) stattfand. Ab etwa 1923 war auch die Geschäftsstelle der Novembergruppe in den Räumen von Hugo Graetz untergebracht. Auch fanden manche der von der Künstlervereinigung veranstalteten Konzerte in der Galerie statt. Laut dem Kunstmarktforscher Werner J. Schweiger dürften Themen- oder Personalausstellungen in der Kunsthandlung Hugo Graetz nicht stattgefunden haben, weshalb keine Kataloge oder Rezensionen bekannt sind. Die Präsentationen von Werken verschiedener Künstler waren Verkaufsausstellungen. Zu den Künstlern, die nach Information über die Eröffnungsausstellung und den wenigen bekannten Anzeigen bei Graetz 1923 und 1924 mit Werken vertreten waren, gehörten u. a. Heinrich Campendonk, Charles Crodel, Heinrich Maria Davringhausen, Lyonel Feininger, Friedrich Feigl, Ernst Fritsch, Erich Heckel, Willy Robert Huth, Emil Nolde, Max Pechstein, Franz Radziwill, Martel Schwichtenberg und Jacob Steinhardt.
Ein wichtiger Kunde dürfte wohl sein sammelnder und ihn unterstützender Bruder Robert Graetz gewesen sein, der seine ursprüngliche Sammlung von Impressionisten unter dem Einfluss seines beratenden Bruders auf die zeitgenössische Kunst ausweitete. Zahlreiche Künstler der Sammlung Robert Graetz wurden von Hugo Graetz ausgestellt und vertreten. Eine der letzten Ausstellungen in der Achenbachstrasse 21 1931 wurde dem polnischen Maler und Graphiker Henryk Barczynski gewidmet.
Mit der Machtübernahme der Nationalsozialisten sah sich Graetz gezwungen seine Kunsthandlung 1933 aufzugeben. Mit Hilfe seines Bruders Robert konnte er im gleichen Jahr nach Palästina auswandern. Über sein weiteres Schicksal ist nichts bekannt.

## Ausstellungen

### 1923
- Eröffnungsausstellung mit Werken von u. a. Heinrich Campendonk, Charles Crodel, Heinrich Maria Davringhausen, Lyonel Feininger, Friedrich Feigl, Erich Heckel, Willy Robert Huth, Emil Nolde, Max Pechstein, Franz Radziwill, Martel Schwichtenberg, Jacob Steinhardt[6]

### 1924
- Heinrich Campendonk[6]
- Lyonel Feininger[6]
- Ernst Fritsch[6]
- Erich Heckel[6]
- Emil Nolde[6]
- Max Pechstein[6]
- Jacob Steinhardt[6]

### 1931
- Henryk Barczynski[6]